# Portanadons

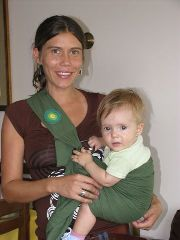
Una mare amb un portanadons verd

Un portanadons, portabebés o bandolera per a nadons és una banda ampla i molt llarga de teixit amb la qual la mare, el pare o eventualment una altra persona es lliga el nadó al costat del cos, permeten-li així caminar i fer les tasques que necessiti, ja que li queden les dues mans lliures, però sense deixar sol el nadó. Aquest sistema ha estat usat a la majoria de cultures al llarg dels anys a les classes mitjanes i populars, per mares que no es podien permetre o no volien que una altra dona es dediqués exclusivament a tenir el seu fill en braços mentre ella feia altres coses. El que sí que canvia és la posició del nen respecte a la mare, per exemple, a Europa el més habitual és que les dones portin el nadó devant, al ventre, mentre que a Àfrica habitualment el porten a l'esquena.
Fins als vuit mesos, un nadó no és capaç d'adonar-se que no està sol encara que no vegi la seva mare, per això, en no veure-la ni olorar-la, el seu sistema nerviós el posa en estat d'alarma i plora desconsoladament fins que ella arribi: és el que es coneix com a protesta-desesperació i es tracta d'un comportament compartit amb la resta de mamífers. Psicològicament, el fet que el nadó pugui estar en contacte directe continu amb un adult, i sentir-li l'olor i la respiració, els produeix seguretat i els estimula. Fisiològicament els aporta calor.
Una versió més moderna, de finals del segle xx, que conviu amb el portanadons als Països Catalans és la motxilleta o motxilla portanadons. Una alternativa, que comporta però la separació física del nadó amb qui el porta, és el cotxet.